# Clitandra cymulosa
Clitandra cymulosa là một loài thực vật có hoa trong họ La bố ma. Loài này được Benth. mô tả khoa học đầu tiên năm 1849.